# Marianne Rasmussen Lindegaard
Marianne Rasmussen Lindegaard (født Rasmussen d. 17. juli 1957 i Nørre Sundby) er en dansk arkæolog, der er særligt kendt som bronzealderekspert med stor viden om bronzealderens samfund. Hendes særlige fokusområde er ældre bronzealder gennem studier af bopladsernes keramik, bebyggelsen, gravhøjene og landskabet. Rasmussen Lindegaard er ekspert i fortidsminder i landskabet. Hun formidler deres fortællinger og betydninger for nutidsmennesket, og har arbejdet med sammenhæng mellem beskyttelse og benyttelse. Det vil sige varetagelse af kulturarvens bevaring i dialog med det moderne samfunds udvikling via forvaltning af museumslovens kapitel 8a.
Rasmussen Lindegaard er også kendt for sit arbejde med både teoretisk og praktisk eksperimentel arkæologi. Gennem årene har hun vist at den eksperimentelle arkæologi kan bidrage til de arkæologiske fortolkninger. Hun har desuden tilrettelagt og udført en lang række forsøg med fortidens håndværk og materialeforbrug samt bevaringsforhold i gravhøjene.

## Karriere
Rasmussen Lindegaard fik sin studentereksamen fra Th. Langs Gymnasium i Silkeborg i 1976. I 1977 begyndte hun at læse forhistorisk arkæologi på Aarhus Universitet på Moesgaard. I 1984 bestod hun sin hovedfagseksamen og blev cand.mag. med specialet ”Regional Variation i ældre bronzealder”, som hun skrev sammen med Pauline Asingh.
Fra 1984-1987 var Rasmussen Lindegaard løst ansat udgravningsleder på Bornholms Museum og Aalborg Historiske Museum. I denne periode tilrettelagde hun udstillingen om Sejlflod på Aalborg Historiske Museum.
Fra 1987-1989 arbejdede Rasmussen Lindegaard på sin magisterkonferens med titlen ”Bopladskeramik i ældre bronzealder”.
Fra 1991-1993 modtog Rasmusen Lindegaard et kandidatstipendium til sit forskningsprojekt ”Fra boplads til landsby. Bosætningsformer og ressourceudnyttelse i Danmarks ældre bronzealder” med Torsten Madsen som vejleder.

### Regionalitet i bronzealderen
Kandidatspecialet om regionalitet i bronzealderen, der blev skrevet sammen med Pauline Asingh, var en reaktion på Kristian Kristiansens arbejde med Kriger og Høvding-temaet, der foreslog et hierarki i bronzealderen udelukkende baseret på mandsgrave og deres sværdtyper. Pauline Asingh og Rasmussen Lindegaard demonstrerede, at regionalitet og identitet blev udtrykt gennem kvindegravenes kombinationer af smykker, mens sværdtyperne i højere grad var almene for større områder. Specialets resultater kan ses som indledende manøvrer til senere forskning udført af bl.a. Louise Felding, Vejlemuseerne.

### Bronzealderens bopladskeramik
Rasmussen Lindegaards magisterkonferens om bronzealderens bopladskeramik havde til formål at undersøge, om der kunne findes en måde at datere de bopladser fra ældre bronzealder, som omsider var begyndt at dukke op i de arkæologiske udgravninger, ud fra materiale fundet på pladserne selv. Samtidig ønskede Rasmussen Lindegaard at belyse en relativ ukendt side af bronzealderens materielle kultur og identificere pottemagerens valg. Pottemagerhåndværket i ældre bronzealder har ikke stor æstetisk værdi, men viser alligevel en iboende stil bl.a. i form af de såkaldte ekstramodelleringer. Det vil sige bestemte træk i formens profil, der ikke er funktionelt betingede.
Arbejdet og dets publikation blev støttet af et scholarstipendium fra Carlsbergfondet samt af Dronning Margrethe II’s arkæologiske Fond. Senere arbejde af Julie Lolk, Museum Midtjylland, har fulgt op på nogle af tankerne og resultaterne er desuden debatteret af Per Ethelberg, Museum Sønderjylland.

### Bebyggelse og kulturlandskab
Med et kandidatstipendium fra Aarhus Universitet kunne Rasmussen Lindegaard fortsætte og udvide sin forskning til ældre bronzealders bebyggelse i bredere forstand med henblik på en ph.d.-afhandling. Senere som en del af projektet Bebyggelse og kulturlandskab, finansieret af Statens Humanistiske Forskningsråd og ledet af Charlotte Fabech, Jytte Ringtved, Ulf Näsman og Steen Hvass, hvor der især blev samarbejdet med hollandske bebyggelsesforskere. Forskningen blev formidlet indgående gennem diverse undervisning af studerende på både Københavns Universitet og Aarhus Universitet. En udløber af denne forskning blev deltagelse i det store projekt om Thys bebyggelse og landskab i Bronzealderen.

### Eksperimentel arkæologi
I 1993 blev Rasmusseun Lindegaard ansat som forskningsleder (senere også souschef) i Historisk-Arkæologisk Forsøgscenter Lejre (nuværende Sagnlandet Lejre), og her blev den eksperimentelle arkæologi hovedfokus. Hensigten var at videnskabeliggøre denne metode og gennem bl.a. samarbejder og kuraterede forslag til forsøg at skabe nye fortolkningsplatforme til arkæologiske problemer samt at vise, at eksperimentel arkæologi kunne bruges til andet og mere end re-entactment og aktiverende formidling.
Inspiration og samarbejde kom især fra og involverede forskere som Annelou van Gijn, Leiden, Linda Hurcombe, Exeter, Jaques Pelegrin, Paris, Helle Juel Jensen, Aarhus Universitet og Deborah Olausson, Lund Universitet.
Forsøgscenter Lejres teori og praksis omkring den eksperimentelle arkæologi blev præsenteret på internationale konferencer som EAA i Göteborg og Krakow samt SAA i Vancouver m.fl. I løbet af denne periode blev grundlagt adskillige internationale samarbejder som f.eks. stiftelsen af en europæisk netværksorganisation for kulturhistoriske formidlingscentrer, EXARC i 2003 i Lejre. Desuden blev der udgivet en række bøger fra Historisk-Arkæologisk Forsøgscenters eget forlag med Rasmussen Lindegaard som redaktør i serierne, Studies in Technology and Culture, Technical Reports og Forsøg med fortiden.
Fra midten af 1990’erne blev der introduceret et fast årligt meritgivende undervisningsforløb sammen med Københavns Universitet og Henriette Lyngstrøm ligesom flere studentergrupper blev oprettet om f.eks. bronzestøbning, flinthugning og keramik.
I 1995 indledte Rasmussen Lindegaard flerårige forsøg med bygning af gravhøjsmodeller i 1:4 og 1:5 for at monitorere og undersøge ændringer i jordbundskemiske forhold ved stabling af tørv og forskellige byggemetoder. Formålet var at undersøge hvordan jernkapperne i ældre bronzealders gravhøje blev dannet og deres eventuelle sammenhæng med specielle byggemetoder. Den overordnede problemstilling var de unikke bevaringsforhold i gravhøjene i en bestemt periode af bronzealderen og en bestemt geografisk udbredelse. Hvad var baggrunden for at gravlagte som Egtvedpigen, de tre fra Borum Eshøj m.fl. var så velbevarede? I modelgravhøjene blev der begravet flæskestege, hvorfor forsøgene senere blev kendt som flæskestegsforsøgene. Forsøgene blev udført sammen med Henrik Breuning-Madsen og Mads Kähler Holst. Forsøgenes vigtigste resultater var erkendelsen af at gravhøjenes opbygning var planlagt og ikke en tilfældig ophobning af jord eller tørv.

### Skelhøj
Sammen med boreundersøgelser i regi af projektet Undersøgelse af oldsagers og gravhøjes bevaringstilstand på landbrugets arealer i mere end 100 overpløjede og 18 fredede gravhøje for at kortlægge bevaringsforhold og udbredelse af gravhøje med bevarede jernkapper ledte eksperimenterne til tilladelse til en arkæologisk udgravning af den fredede storhøj Skelhøj i højgruppen ved Tobøl ved Kongeåen i årene 2002-2004. Udgravningen foregik som et tværvidenskabeligt samarbejde mellem en lang række institutioner, hvoraf Nationalmuseet, Geografisk Institut, Københavns Universitet, Afdeling for Arkæologi på Institut for Kultur og Samfund, Aarhus Universitet, Museet på Sønderskov, Kulturarvsstyrelsen og Forsøgscentret i Lejre var repræsenteret i styregruppen. Projektet var støttet af bl.a. Augustinusfonden, Statens Humanistiske Forskningsråd og senere Det Frie Forskningsråd, Aarhus Universitets Forskningsfond og Dronning Margrethe II’s arkæologiske Fond.
Udgravningen af Skelhøj havde fokus på selve gravhøjens konstruktion og byggeriets organisation frem for det gravlagte individ. Derfor banede undersøgelsen vej for en ny forståelse af gravhøjene som arkitektonisk monument, for organisationen af det samfund, der stod bag byggeriet og for gravhøjenes rolle i samfundets organisering af landskabet i Sydvestjyllands ældre bronzealder. Undersøgelsens resultater vakte international opmærksomhed og projektet var i en årrække fast bidragyder i en særlig gravhøjssession på EAA.
I forbindelse med efterbearbejdning og publikation af Skelhøj undersøgelsen har Rasmussen Lindegaards forskning taget retning af problemstillingerne omkring gravhøjene og bebyggelsens organisering i landskabet og den samfundsorganisation, der ligger bag dette. Sammen med Mads Kähler Holst har hun bl.a. introduceret teorien om et samfund baseret på på store arealer, defineret af gravhøjene og underlagt et andet regelsæt end smålandbrug omkring langhusene. Ideer, som kan ses som en forløber for bl.a. Mette Løvschals projekt: ANTHEA.
Gennem hele sin karriere har Lindegaard Rasmussen forsket i bronzealderen sideløbende med andre ansættelser. Det har betydet en række hverv som peer reviewer samt medlem af bedømmelsesudvalg til ph.d.-afhandlinger på Lunds Universitet, University of Exeter, og Aarhus Universitet.

### Danmarks oldtid i landskabet
I 2009 blev Rasmussen Lindegaard ansat i Kulturarvsstyrelsen som projektleder for det nationale formidlingsprojekt, Danmarks Oldtid i Landskabet, støttet af A.P. Møllers Fond. Projektet formidler 84 fortidsmindelokaliteter fra oldtiden over hele landet i samarbejde med lokale museer og kommuner.
Hensigten var at skabe mere interesse for og bevågenhed omkring landskabets kulturarv og også inspirere kolleger til i højere grad at udnytte museernes ”udendørs udstillingsrum”. Projektet blev afsluttet i 2015, og i 2019 udkom Rasmussen Lindegaards bog med fortællinger baseret på fortidsminderne. Bogen samler lokaliteterne til en Danmarkshistorie set ud fra menneskets spor i landskabet, og Rasmussen Lindegaard er en af landets førende eksperter udi landskabets erindring.
I forbindelse med projektet blev der også foretaget en publikumsundersøgelse. Med erfaringen fra Danmarks oldtid i landskabet har Rasmussen Lindegaard været rådgiver og sparringspartner for andre tilsvarende historiske landskabsformidlingsprojekter som ruinterrænet ved Maribo Kloster, De fem Halder ved Viborg og Museum Silkeborgs projekt I fortidens fodspor.

### Specialkonsulent i Slots- og Kulturstyrelsen
Efter afslutningen af Danmarks oldtid i landskabet har Rasmussen Lindegaard arbejdet som specialkonsulent i Slots- og kulturstyrelsen, hvor hun især har haft fokus på beskyttede fortidsminder og for projekter, hvor der skulle findes løsninger, der kunne forene bevaring og formidling. Desuden har hun været projektleder for udarbejdelsen af de arkæologiske strategier og bl.a. forfattet den generelle introduktion samt introduktionen til bronzealderstrategien. Endelig har hun spillet en vigtig rolle som repræsentant for den nationale fredningsmyndighed i forbindelse med udpegning af de fem ringborge til UNESCO verdensarv.
Rasmussen Lindegaard blev pensioneret i 2023, men hun forsker videre i bronzealderen.

### Udstillinger og formidling
Efter at have deltaget i udgravningerne af jernaldergravpladsen og jernalderlandsbyen Sejlflod gennem flere år tilrettelagde Rasmussen Lindegaard en udstilling om lokaliteten på Aalborg Historiske Museum i 1986. Udstillingen hed Gård og grav. En jernalderlandsby ved Sejlflod.
Rasmussen Lindegaard har også skrevet manuskript og tilrettelagt udstillingen Bronzens rejse – mennesker i bronzealderen i 2003 om bronzealderen i Nordøstjylland på Aalborg Historiske Museum.
Som forskningsleder i Sagnlandet blev Rasmussen Lindegaards videnskabeligt tilrettelagte forsøg som en naturlig del vist og demonstreret for publikum og udført i interaktion med centrets gæster. Grundsynspunktet var, at der var tale om en dialog, hvor også gæsten kunne bidrage med værdifulde tanker og ideer. Disse tanker har især Anna Beck arbejdet videre med,og i dag arbejder flere med begrebet borgerarkæologi, der er en arkæologisk version af det engelske begreb citizen science.
Rasmussen Lindegaard medvirkede som konsulent på Moesgård Museums nye permanente udstilling, der åbnede i 2014. Særligt fokus var på bronzealderudstillingen, hvor hun var forfatter til en lydfortælling om individerne fra Borum Eshøj, deres død og begravelse.

### Medlem af
- Bestyrelsen for Middelaldercentret i Nykøbing Falster.[49]
- Advisory board for nye forskningsundersøgelser i ROMUs projekt det fredede landskab ved Gl. Lejre ledet af Julie Nielsen og Ole Thirup Kastholm.[50]
- Bidrag til faglig rådgivningsgruppe for projekt Nyt Trelleborg, Den genskabte borg ledet af museumschef Anne-Christine Larsen, Nationalmuseet.[51]
- Dansk Forfatterforening.[52]
- Dansk Icom og Icomos.[53][54]
- Censorkorps for arkæologi på Aarhus og Københavns universiteter fra 1998-2010.[55][56]
- Aftagerpanel ved Humanistisk Fakultet, Københavns universitet fra 2007-2009.

### Udmærkelser
Rasmussen Lindegaard modtog i 2001 Antiquity’s Ben Cullen Prize sammen med Mads Kähler Holst og Henrik Breuning-Madsen for artiklen ”The South Scandinavian barrows with well-preserved oak-log coffins”.
I 2004 modtog Rasmussen Lindegaard Westerbyfondens forskningslegat.
I 2014 modtog Rasmussen Lindegaard The Prehistoric Society’s R.M. Baguley Prize sammen med Mads Kähler Holst, Kristian Kristiansen & Jens-Henrik Bech for artiklen ”Bronze Age ’Herostrats’. Ritual, Political, and Domestic Economies in Early Bronze Age Denmark”.
I 2018 blev Rasmussen Lindegaard tildelt et legat til skriveophold på refugiet San Cataldo, Amalfi, Italien.

### Udvalgte bøger
- Marianne Rasmussen (1993). Bopladskeramik i ældre Bronzealder. Århus. ISBN 87 7288 572 6
- Marianne Rasmussen (red.) (2007). Iron Age Houses in Flames. Testing House reconstructions at Lejre. Studies in Technology and Culture, vol. 3. Historisk-Arkæologisk Forsøgscenter, Lejre. ISBN 978-87-87567-55-5 Parameter fejl i {{ISBN}}: Fejl i ISBN. Link til bogen
- Mads Kähler Holst & Marianne Rasmussen (red.) (2013). Skelhøj and the Bronze Age Barrows of Southern Scandinavia, vol. I: The Bronze Age barrow tradition and the excavation of Skelhøj. Nationalmuseet & Jysk Arkæologisk Selskab. ISBN 978-87-88415-79-7
- Mads Kähler Holst & Marianne Rasmussen (red.) ( 2015). Skelhøj and the Bronze Age Barrows of Southern Scandinavia, vol. II: Barrow building and barrow assemblies. Nationalmuseet & Jysk Arkæologisk Selskab. ISBN 978-87-93423-00-8
- Marianne Rasmussen Lindegaard (2019). Danmarks oldtid i landskabet. Lindhardt og Ringhof. ISBN 978-87-11-56521-6

### Udvalgte artikler
- Pauline Asingh & Marianne Rasmussen (1989). ”Mange slags grænser. Et eksempel på regional variation i sydvestdansk ældre bronzealder”. I: J. Poulsen (red.): Regionale forhold i Nordisk Bronzealder. Århus. ISBN 87-7288-055-4
- Pauline Asingh & Marianne Rasmussen (1990). ”Kommunikation og udveksling i ældre bronzealder”. I: Stig Jensen & Anne Birgitte Gebauer (red.): Handel og udveksling i Danmarks oldtid. Hikuin 16. Århus. ISBN 87-87270-12-9
- Christian Adamsen & Marianne Rasmussen (1993). ”Bebyggelsen. Bronzealder”. I: Steen Hvass & Birger Storgaard (red.): Da klinger i muld....25 års arkæologi i Danmark. København. ISBN 87-7288-566-1

| .. flere artikler |
| --- |
| - Marianne Rasmussen (1993). ”Bopladsstruktur og økonomisk variation i ældre bronzealder - set fra et par nordjyske bopladser”. I: L. Forsberg & T.B. Larsson (red.): Økonomi och Näringsformer i Nordisk Bronsålder. Umeå. ISBN 91 7174 742 7 - Marianne Rasmussen (1993). ”Gravhøje og bopladser. En undersøgelse af lokalisering og sammenhæng”. I: Lars Larsson (red.): Bronsålderns Gravhögar. Lund. ISBN 91-971558-7-X - Marianne Rasmussen (1995). “Settlement Structure and Economic variation in the Early Bronze Age”. Journal of Danish Archaeology, vol. 11. ISBN 87-7838-173-8 DOI https://doi.org/10.1080/0108464X.1993.10590074 - B. Grønnow & Marianne Rasmussen (1999). “The Historical-Archaeological Experimental Centre at Lejre, Denmark: 30 years of experimenting with the past”. I: P.G. Stone & P.G. Planel (red.): The constructed past. Experimental archaeology, education and the public. One World Archaeology 36. London. ISBN 0-415-11768-2 - Marianne Rasmussen (1999). ”Anmeldelse af J. O’Shea: Villagers of the Maros. A Portrait of an Early Bronze Age Society”. Nordic Archaeological Review 1999, 1. Oslo ISSN 0029-3652 - Marianne Rasmussen (1999). “Livestock without bones. The Long House as Contributor to the Interpretation of Livestock Management in the South Scandinavian Early Bronze Age”. I: Charlotte Fabech & Jytte Ringtved (red.). Settlement and Landscape. Proceedings of a conference in Århus, Denmark, May 4-7 1998. ISBN 87-7288-595-5 - Mads Kähler Holst, Henrik Breuning-Madsen & Marianne Rasmussen (2001). ”The South Scandinavian barrows with well-preserved oak-log coffins”. Antiquity, vol. 75, 287. S. 126-136. DOI https://doi.org/10.1017/S0003598X00052820 - Henrik Breuning-Madsen, Mads Kähler Holst & Marianne Rasmussen (2001). “The Chemical Environment in a Burial Mound shortly after Construction – An Archaeological-Pedological Experiment”. The Journal of Archaeological Science 28,7 2001. S. 691-697. ISSN 0305-4403 - Marianne Rasmussen (2001). “Experiments in Archaeology and future challenges - seen from the viewpoint of an “old” experimental centre”. Zeitschrift für Schweizerische Archäologie und Kunstgeschichte 58,1 2001. Zürich - Marianne Rasmussen & Mads Kähler Holst (2002). “Skelhøj – udgravningen af en fredet gravhøj fra bronzealderen”. Nationalmuseet Nyt nr. 97. ISSN 0105-8819 - Henrik Breuning-Madsen, Mads Kähler Holst, Marianne Rasmussen & Bo Elberling (2003). “Preservation Within Log Coffins before and After Barrow Construction”. The Journal of Archaeological Science 30, 2003. DOI: 10.1006/jasc.2002.0845 - Steffen Terp Laursen, Kasper L. Johansen, Mads Kähler Holst & Marianne Rasmussen (2003). “Høje, Landskab og bosættelse. Rekognosceringer ved Tobøl-Plougstrup-højgruppen”. KUML 2003. S. 151-177. DOI https://doi.org/10.7146/kuml.v52i52.102642 - Marianne Rasmussen, Mads Kähler Holst, Kasper L. Johansen & Steffen Terp Laursen (2003). ”Aktuelle undersøgelser af højgruppen ved Tobøl-Plougstrup”. Mark og Montre 2003. ISSN 0105-0826 - Mads Kähler Holst, Marianne Rasmussen & Henrik Breuning-Madsen (2004). ”Skelhøj. Et bygningsværk fra den ældre bronzealder”. Nationalmuseets Arbejdsmark 2004. ISBN 87-7602-035-5 - Marianne Rasmussen & Mads Kähler Holst (2004). ”Grave pakket i vand – et eksempel på rituel praksis i forbindelse med bygningen af bronzealderens gravhøje”. Arkæologisk Forum nr. 11, 2004. ISSN 1399-5545 - Henrik Breuning-Madsen, Mads Kähler Holst & Marianne Rasmussen (2006). “The Genesis of Iron Pans in Burial mounds from the South Scandinavian Bronze Age”. I: L. Smejda (red.) Archaeology of Burial Mounds. Plzen, Tjekkiet. ISBN 80-903412-6-8 - Marianne Rasmussen (2007). “Building houses and building theories – archaeological experiments and house reconstruction”. I: Marianne Rasmussen (red.) Iron Age Houses in Flames. Testing House reconstructions at Lejre. Studies in Technology and Culture, vol. 3. Historisk-Arkæologisk Forsøgscenter, Lejre. ISBN 978-87-87567-55-5 Parameter fejl i {ISBN}: Fejl i ISBN. - Marianne Rasmussen (2007). ”Eksperimental arkæologi. Her og der og alle vegne…” Arkæologisk Forum nr. 17, 2007. http://www.archaeology.dk/upl/12872/AF17MarianneRasmussen.pdf - Mads Kähler Holst, Marianne Rasmussen & Henrik Breuning-Madsen (2008). ”Cirkler, sfærer, hjulkors og høje”. By, Mark og Gest nr. 20, 2008. https://tidsskrift.dk/BMG/article/view/133207 - Marianne Rasmussen (2012). “Under the same Roof. Experimental research and Interpretation with Examples from the Construction of House Models”. I: B. Petersson, & L.E. Narmo (red.). Experimental Archaeology. Between Enlightenment and Experience. Acta Archaeologica Lundensia series in 8°, nr. 62. S.147-166. ISBN 978-91-89578-42-5 - Mads Kähler Holst & Marianne Rasmussen (2012). “Combined Efforts: The cooperation and coordination of barrow-building in the Bronze Age”. I: N. Johannsen, M.D. Jessen & H.J. Jensen (red.). Excavating the mind. Cross-sections through culture, cognition, and materiality. Aarhus University Press. S. 255-280. ISBN 978-87-7934-217-0 - Marianne Rasmussen (2012). ”Det sete afhænger af øjnene, der ser. Formidling af fortidsminder i landskabet”. Arkæologisk Forum nr. 27. S. 27-33. http://www.archaeology.dk/upl/14277/AF2708MarianneRasmussen.pdf - Marianne Rasmussen, Mads Kähler Holst & Henrik Breuning-Madsen (2013). ”Bronzealderlandskab ved Kongeåen”. I: Sønderskov. Et kulturhistorisk museum bliver til 1977 – 2010. Agner Frandsen. S. 204-207. ISBN 978-87-7851-004-4 - Mads Kähler Holst & Marianne Rasmussen (2013). “Herder Communities: Longhouses, Cattle and Landscape Organization in the Nordic Early and Middle Bronze Ag”e. I: S. Bergerbrant & S. Sabatini (red.). Counterpoint: Essays in Archaeology and Heritage Studies in Honour of Professor Kristian Kristiansen. BAR International Series 2508. Archaeopress Oxford. S. 99-110. ISBN 9781407311265 - Mads Kähler Holst, Marianne Rasmussen, Kristian Kristiansen & Jens-Henrik Bech (2014). “Bronze Age ‘Herostrats’. Ritual, Political, and Domestic Economies in Early Bronze Age Denmark”. Proceedings of the Prehistoric Society, vol. 79. S. 265-296. ISSN 0079-497X. DOI 10.1017/ppr.2013.14 - Marianne Rasmussen (2017). “Time Warps and long-term structures: images of Early Bronze Age landscape organization in South-west Denmark”. I: Sophie Bergerbrant & Anna Wessman (red.). New perspectives on the Bronze Age. https://pure.au.dk/ws/files/125737892/download.pdf - Lise Frost, Mette Løvschal, Marianne Rasmussen Lindegaard & Mads Kähler Holst (2017). “Borum Eshøj revisited – Bronze Age monumental burial traditions in eastern Jutland, Denmark”. Danish Journal of Archaeology, Vol. 6,1.DOI https://doi.org/10.1080/21662282.2017.1370835 - Marianne Rasmussen (2018). ”Landskabsorganisation i Sydvestjylland. Mobilitet og kontrol”. I: Sanne Boddum & Niels Terkildsen (red.). Status og samfundsstruktur i yngre bronzealders kulturlandskab. Viborg Museum og Holstebro Museum. ISBN 978-87-92778-62-8 - Jens-Henrik Bech & Marianne Rasmussen (2018). “Thy and the outside world in the Bronze Age”. I: Jens-Henrik Bech, Berit Valentin Eriksen, & Kristian Kristiansen (red.). Bronze Age Settlement and Land-Use in Thy, Northwest Denmark. ISBN 978-87-93423-30-5 https://samples.pubhub.dk/9788793423305.pdf |